# Chiesa di San Domenico (Recetto)
La chiesa di San Domenico è la parrocchiale di Recetto, in provincia di Novara e arcidiocesi di Vercelli; fa parte del vicariato di Robbio.

## Storia
La primitiva parrocchiale di Recetto, dedicata alla Beata Vergine Maria, è attestata a partire dal Trecento: in particolare, nel Registrum Synodalium Mensae Episcopali solvendorum del 1348 viene citato il rectorem Ecclesiae Sanctae Mariae de Recetto.
Nei decenni successivi, però, si aggiunse anche la dedica a san Domenico, tant'è vero che nel Synodalium liber del 1474 la chiesa risulta menzionata come S. Dominici et S. Mariae Receti; in seguito l'intitolazione a santa Maria scomparve del tutto.
La nuova parrocchiale venne costruita nel 1759, mentre quella precedente fu ceduta alla confraternita di Santa Caterina, che, dopo averla rimaneggiata, la adattò a proprio oratorio.
Durante la riorganizzazione territoriale delle circoscrizioni ecclesiastiche promossa da Napoleone, con la bolla di papa Pio VII del 1º giugno 1803 la chiesa passò dall'arcidiocesi di Vercelli alla diocesi di Novara; con la Restaurazione, tale disposizione venne annullata dal medesimo pontefice con bolla del 17 luglio 1817.
L'edifcio venne interessato da un primo intervento di decoro e di restauro nel 1855 e poi ancora di nuovo nel 1892.
Negli anni settanta fu condotto l'adeguamento liturgico secondo le usanze postconciliari mediante l'aggiunta di nuovi arredi sacri.

## Descrizione

### Esterno
La facciata della chiesa, rivolta a mezzogiorno, è suddivisa da una cornice marcapiano in due registri, entrambi scanditi da quattro lesene: quello inferiore è caratterizzato dai tre portali d'ingresso, mentre quello superiore presenta tre finestre ed è coronato dal timpano mistilineo, entro il quale si apre una nicchia ospitante una statua.
Sopra il tetto, sul fianco destro della parrocchiale, si eleva il campanile a base triangolare, la cui cella presenta su ogni lato una monofora a tutto sesto ed è coperta dal tetto a tre falde.

### Interno
L'interno dell'edificio si compone di tre navate, separate da pilastri, sorreggenti degli archi a tutto sesto e i costoloni delle volte, e scandite da lesene; al termine dell'aula si sviluppa il presbiterio, rialzato di due gradini, delimitato da balaustre e chiuso dall'abside di forma poligonale.